# Artufices
Artufices – grupa artystyczna, składająca się z chóru i zespołu muzycznego z siedzibą w Stroniu Śląskim.
Protoplastami obecnej grupy artystycznej była strońska Miejska Orkiestra Dęta, zespół o pięćdziesięcioletniej tradycji, oraz miejscowy Chór Parafialny jak i zespół śpiewaczy Siekereczki ze Starego Gierałtowa, które połączyły się pod koniec 2005 roku. Pierwszym kierownikiem i dyrygentem zespołu był kapelmistrz orkiestry Kazimierz Garbowski. W kwietniu 2006 roku funkcje te przejął aranżer zespołu Filip Bułaciński. Obecnie grupa liczy około 80 członków. W bardzo szerokim repertuarze posiadają zarówno oratorium Droga Pielgrzyma, kanony Taize, kolędy, jak i utwory polskiej i światowej muzyki rozrywkowej. Występują podczas miejskich, gminnych i regionalnych imprez.